# 人文主义党 (智利)

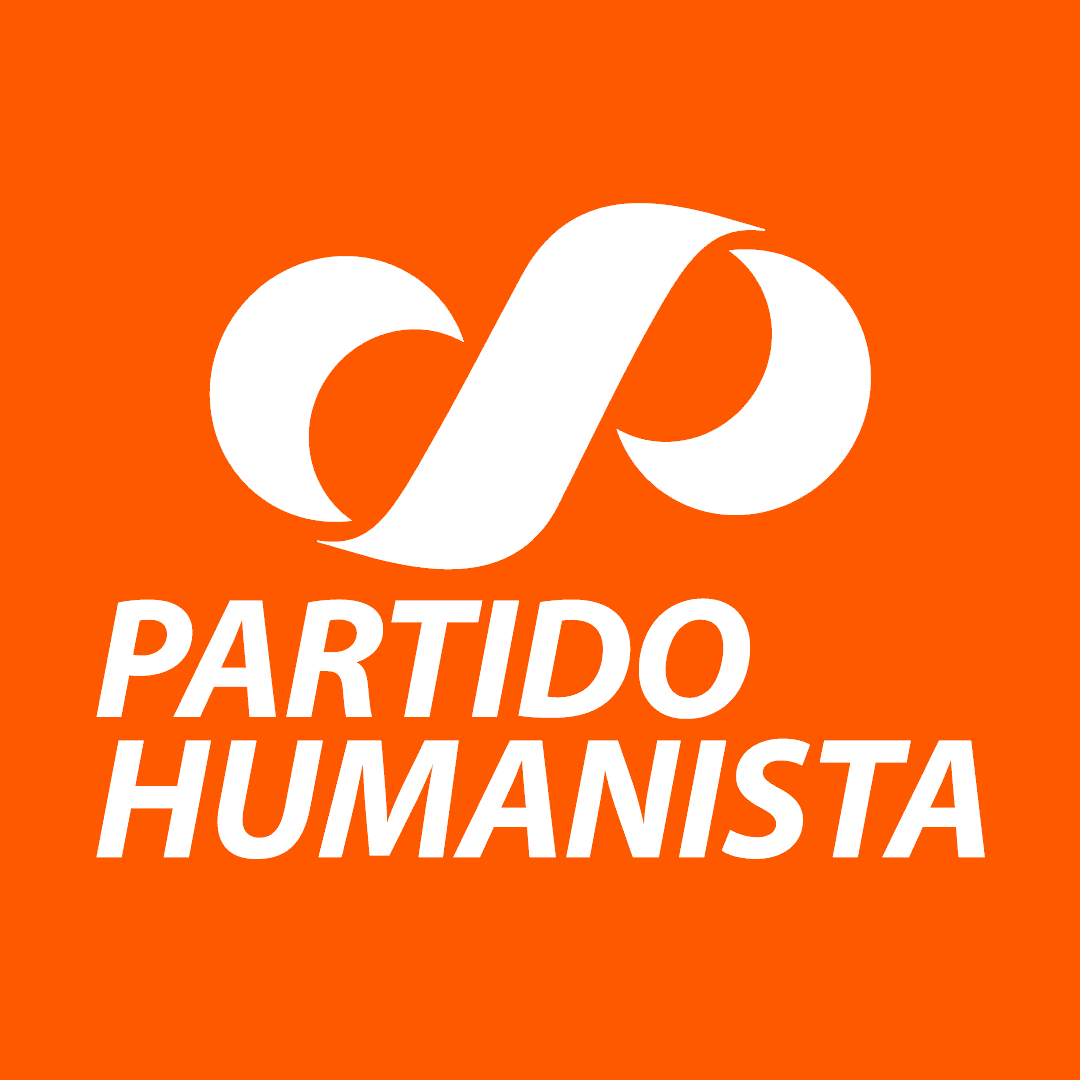
人文主义党标志

人文主义党（西班牙語：Partido Humanista，缩写为PH）是智利的一个左翼政党。该党成立于1984年5月26日，注册于2023年1月31日。该党的意识形态是人文主义、民主社会主义、自由意志社会主义。该党的主席是克劳迪奥·奥赫达·穆里略，总书记是阿隆索·特鲁希略。该党的总部位于圣地亚哥。该党是人文主义国际和圣保罗论坛的成员。